# اگر دنبال امی هستی
«اگر دنبال امی هستی» (به انگلیسی: If U Seek Amy) نام آهنگی از خواننده و آهنگ‌ساز پاپ آمریکایی بریتنی اسپیرز است که به عنوان سومین تکآهنگ از آلبوم سیرک در تاریخ ۱۳ مارس ۲۰۰۹ به فرمت دیجیتال دانلود به بازار عرضه شد.تهیه‌کنندگی این کار برعهدهٔ مکس مارتین بوده‌است. ماجرای این آهنگ در مورد زنی به نام امی است که بریتنی در کلاب با وی آشنا شد و امی قصد برقراری رابطه جنسی با بریتنی را داشت و این ماجرا تأثیر زیادی در زندگی شخصی بریتنی داشت. این ترانه در کشورهای استرالیا، برزیل، آمریکا، کانادا، ایرلند و بریتانیا در بین بهترین ترانه‌ها قرار گرفت.